# Chiesa di San Bartolomeo Apostolo (Vignola-Falesina)
La chiesa di San Bartolomeo Apostolo è una chiesa sussidiaria a Vignola, frazione di Vignola-Falesina, in Trentino. Risale all'XVII secolo.

## Storia

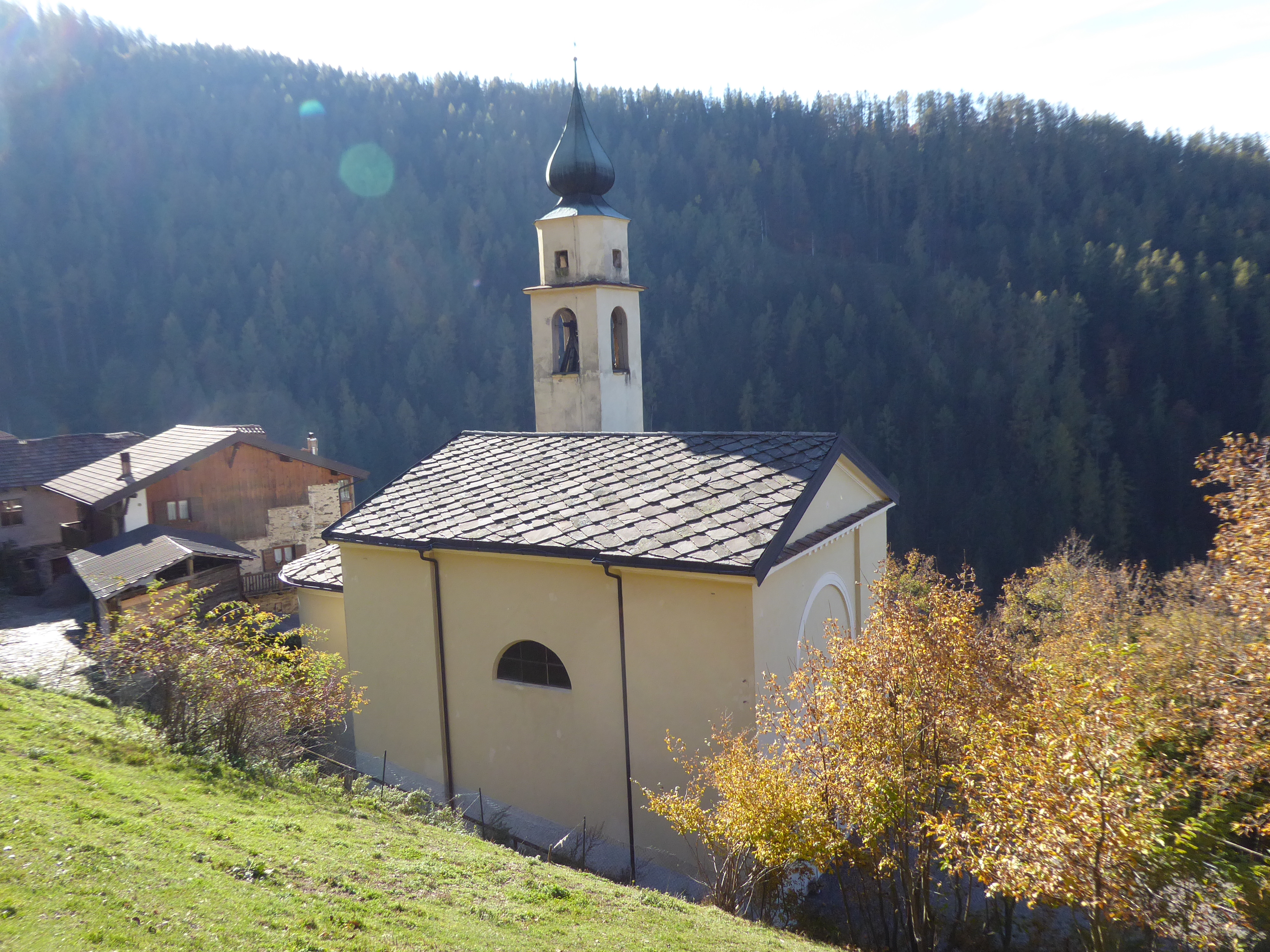
Vignola, chiesa di San Bartolomeo.

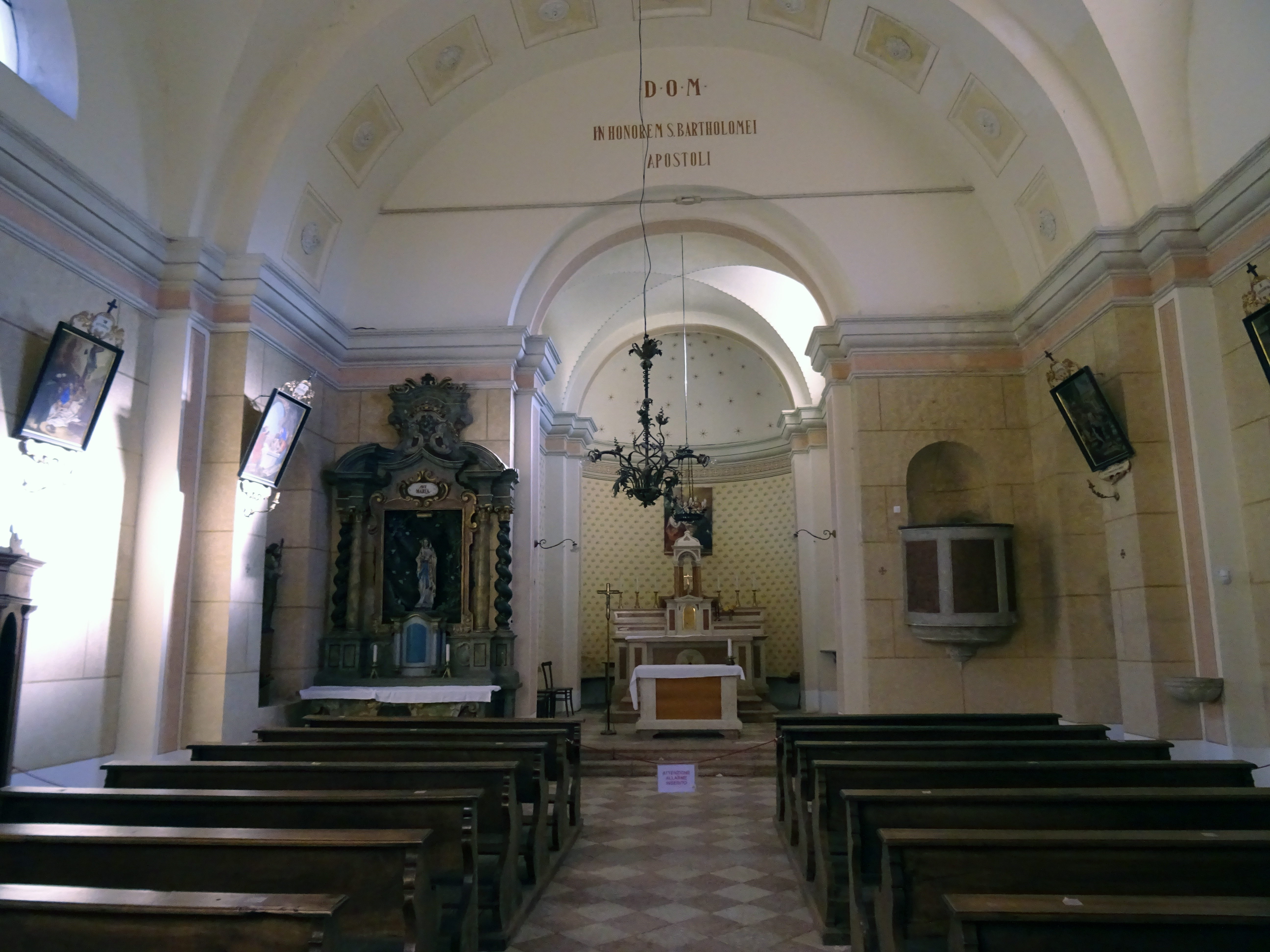
Interno

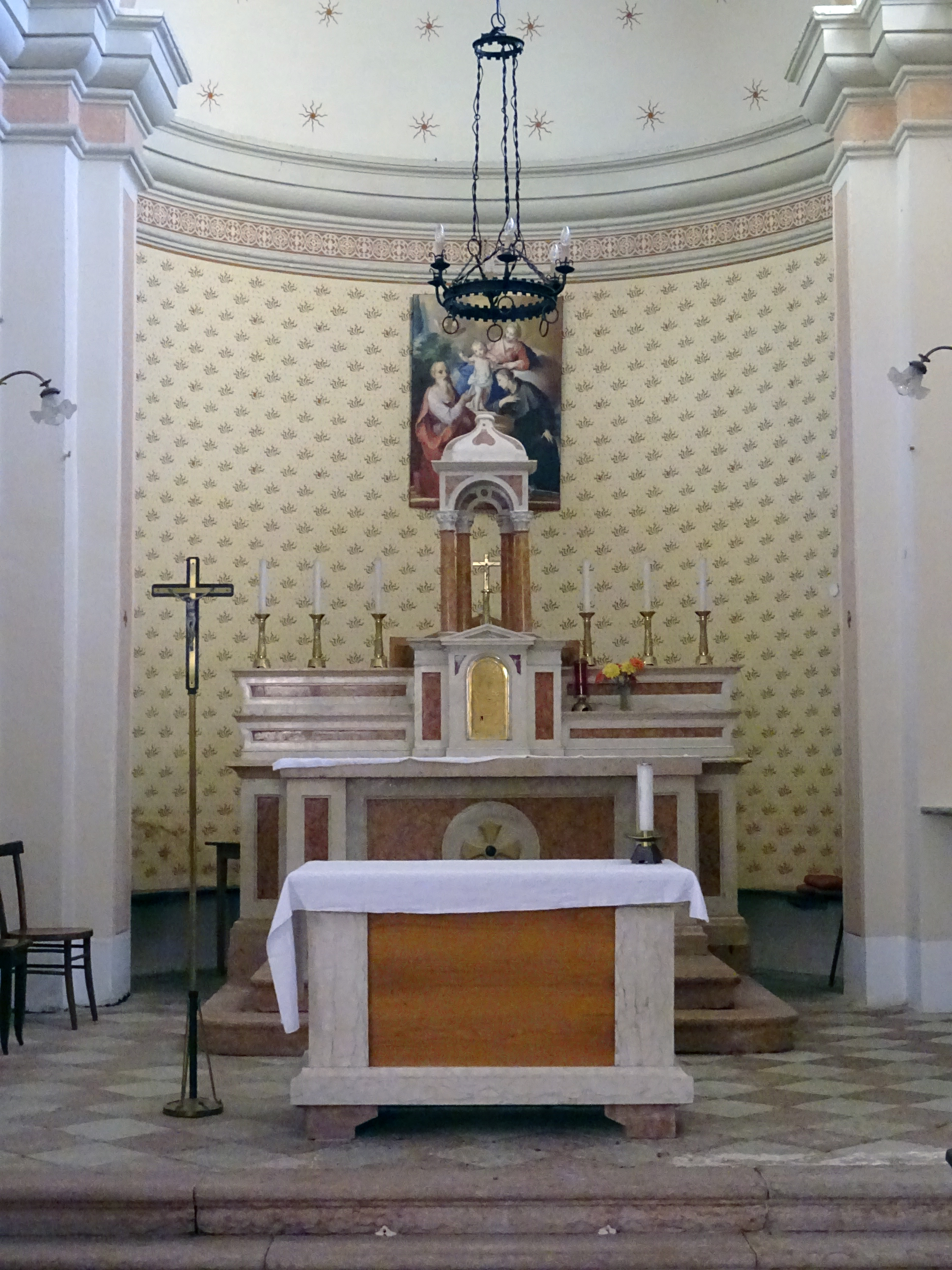
Altare maggiore storico ed altare postconciliare nel presbiterio.

La comunità di Vignola, dopo essersi recata per secoli a Pergine Valsugana per assistere alle funzioni religiose, ottenne dal vescovo di Feltre l'autorizzazione per erigere una piccola chiesa sul proprio territorio. Il consenso vescovile venne ottenuto il 6 maggio 1634, stabilendo che l'edificio dovesse essere costruito entro 3 anni. La prima pietra venne posta il 26 maggio 1636, e la costruzione si protrasse per tre anni, con la prima messa celebrata nell'agosto del 1638.
Tra il 1814 ed il 1817 le vennero concessi la conservazione eucaristica e il fonte battesimale. Verso la metà del XIX secolo l'edificio seicentesco venne abbattuto e riedificato. La solenne consacrazione fu celebrata nel 1852.
Tra il 1914 e il 1927 vennero effettuati interventi restaurativi e dalla metà del secolo si intervenne sulla copertura della torre campanaria, l'interno della sala venne decorato e ritinteggiato, venne riparata la struttura che proteggeva il sagrato, fu restaurata la sagrestia con la sua copertura e vennero messi a norma gli impianti.
L'adeguamento liturgico è stato realizzato all'inizio degli anni ottanta e ponendo al centro del presbiterio la nuova mensa rivolta al popolo. La custodia eucaristica è stata mantenuta nell'altare maggiore storico.
Nuovi lavori di restauro conservativo si sono realizzati poi tra il 2004 e il 2006 ed hanno riguardato il tetto, la struttura muraria, gli intonaci e la messa in sicurezza generale.

## Descrizione

### Esterni
Il piccolo luogo di culto si trova nella parte occidentale dell'abitato di Vignola e mostra tradizionale orientamento verso est. La facciata a capanna in stile neoclassico ha il portale architravato e si conclude col grande frontone triangolare. La torre campanaria si trova sulla destra in posizione arretrata e nella cella sono ospitate due campane fuse rispettivamente nel 1760 e nel 1826.

### Interni
La navata interna è unica e il presbiterio è leggermente rialzato. La pala d'altare che raffigura la Madonna con Bambino e santi riporta la sigla G.C.V. e potrebbe essere attribuita a Giambettino Cignaroli.